# The Shadowthrone
The Shadowthrone — второй студийный альбом норвежской блэк-метал-группы Satyricon, вышедший в 1994 году.

## Об альбоме
Диск закрепил успех после дебютного Dark Medieval Times. По словам самих музыкантов, на нём меньше влияния средневековья и больше северных скандинавских мотивов. На The Shadowthrone появился сессионный клавишник Стейнар Сверд Йонсен из Arcturus, бас-гитаристом был Самот из Emperor.

## Список композиций
| №                   | Название                                  | Длительность |
| ------------------- | ----------------------------------------- | ------------ |
| 1.                  | «Hvite Krists Død» (Смерть белого Христа) | 8:27         |
| 2.                  | «In the Mist by the Hills»                | 8:01         |
| 3.                  | «Woods to Eternity»                       | 6:13         |
| 4.                  | «Vikingland»                              | 5:14         |
| 5.                  | «Dominions of Satyricon»                  | 9:25         |
| 6.                  | «The King of the Shadowthrone»            | 6:14         |
| 7.                  | «I En Svart Kiste» (В чёрном гробу)       | 5:24         |
| Общая длительность: | Общая длительность:                       | 48:58        |

## Участники записи
- Сатир — вокал, электро- и акустическая гитара, клавишные на «I En Svart Kriste»
- Самот — сессионный басист и гитарист
- Фрост — ударные
- Стейнар Сверд Йонсен — сессионный клавишник